# Banff
Banff és una ciutat de la província d'Alberta, Canadà, Es troba dins del Parc Nacional de Banff (Banff National Park). Està situada a una altitud de 1.436 metres i és la segona comunitat a més altitud del Canadà després de la de Lake Louise.
Banff és una de les localitats més turístiques del Canadà, molt coneguda pels seus voltants muntanyencs i les seves fonts termals (Banff Upper Hot Springs). S'hi fan diveros esports muntanyencs a l'aire lliure (Mountain biking, scrambling i esquí) 

## Història

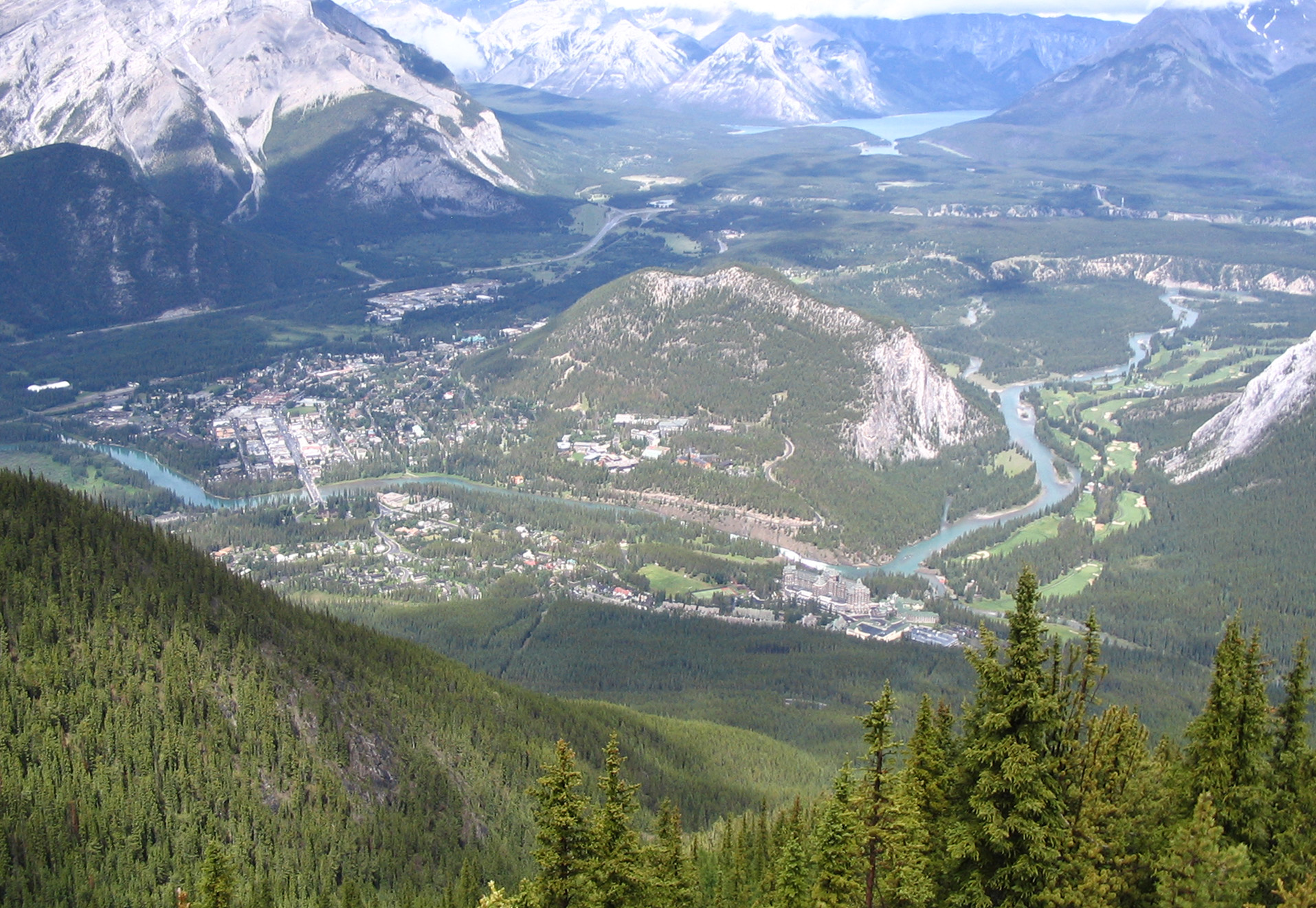
Tunnel Mountain

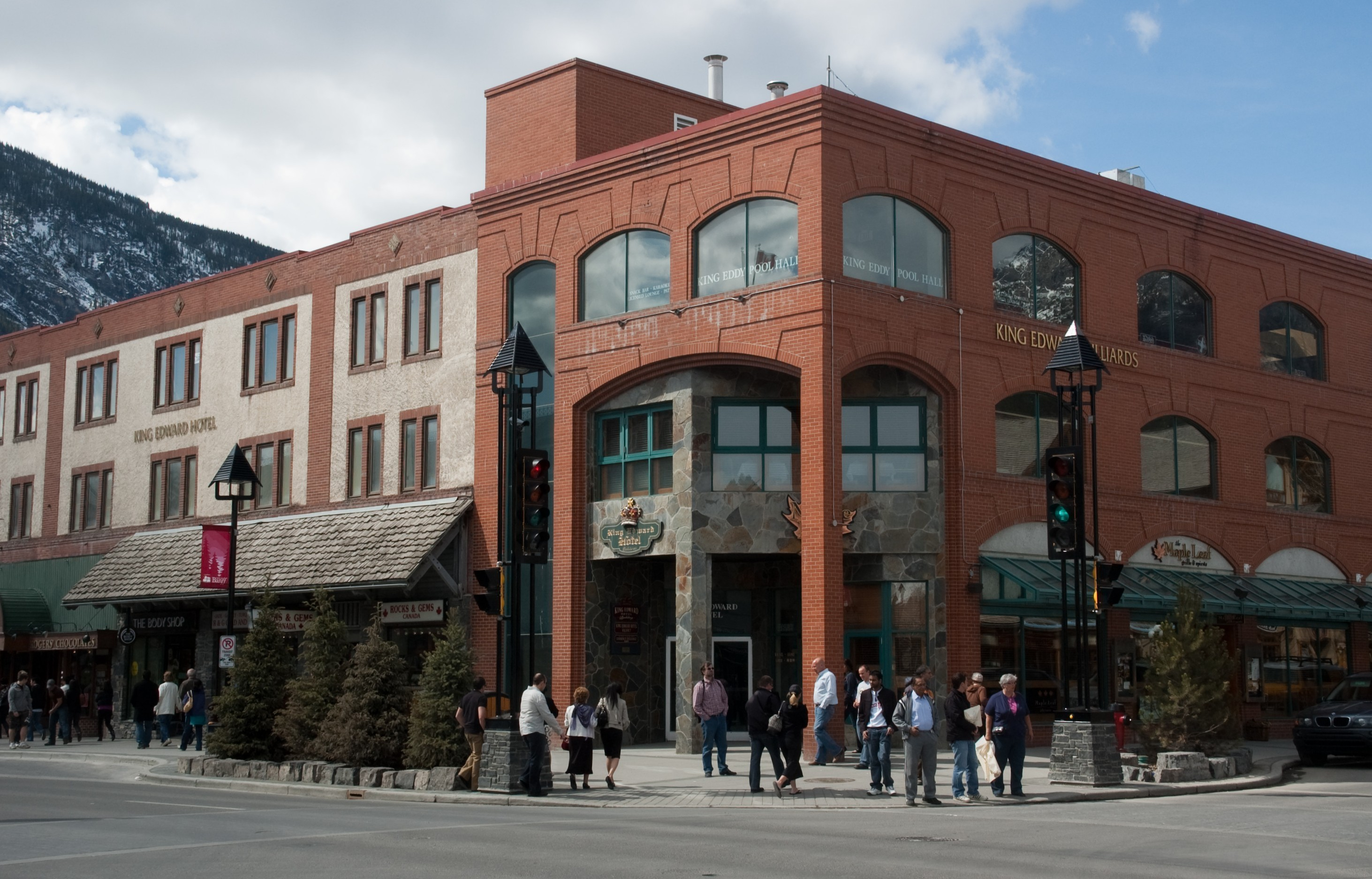
Hotel King Edward

Banff es va fundar els anys 1880, després de l'arribada del tren transcontinental a travvés del Bow Valley. L'establiment d'una reserva natural cap a 1887 va ser l'inici del sistema de Parcs nacionals del Canadà.
La zona va ser anomenada Banff el 1884 perquè George Stephen, president de la Canadian Pacific Railway, havia nascut a Banffshire, Escòcia. S'hi van construir grans hotels al llarg de la via del tren i s'anunciava el Banff Springs Hotel com un lloc de vacances internacional.
El 1985, l'ONU va declarar Banff National Park, com un dels Canadian Rocky Mountain Parks, Patrimoni de la Humanitat.
Hi ha un cràter al planeta Mart que des de 1976 es diu Banff.

### Clima
Banff té un clima subàrtic (segons la classificació de Köppen Dfc) que limita amb el clima continental humit (Köppen Dfb).
La temperatura mitjana anual és de 3 °C, essent la temperatura mitjana de gener de -9,3 i la de juliol de 14,6 °C. La precipitació mitjana anual és de 472 litres amb 234 cm de neu al llarg de l'any

## Demografia

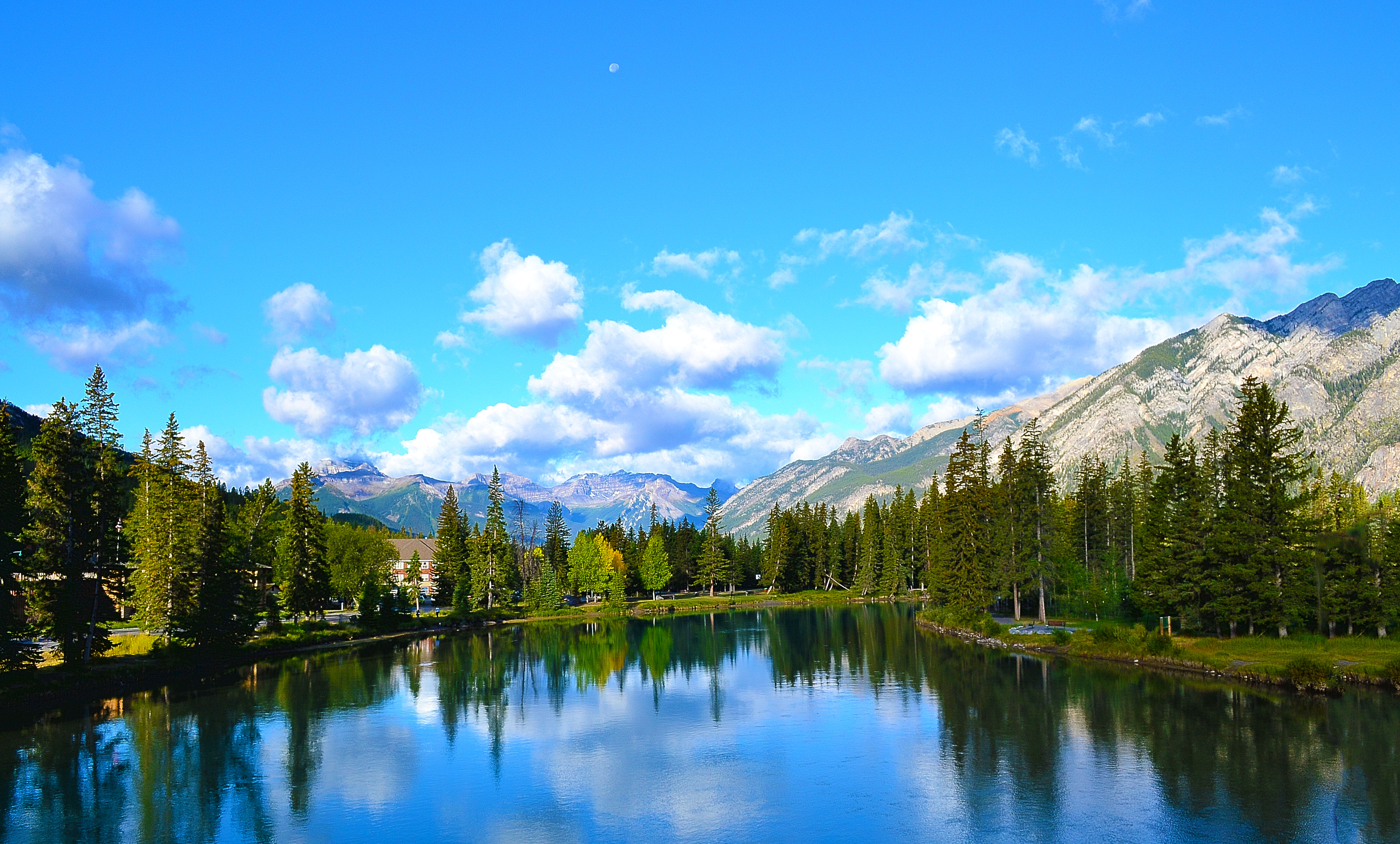
Riu Bow

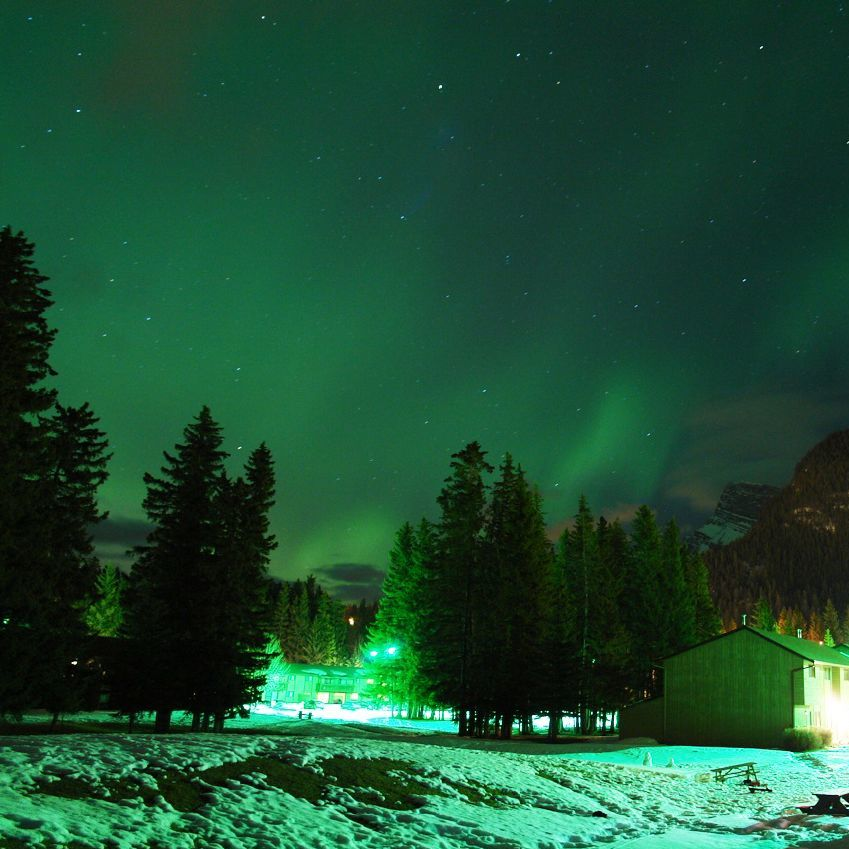
Aurora boreal sobre Banff

Banff tenia el 2011 7.584 habitants i ocupava una superfície de 4,88 km².

## Festivals
Banff hostatja els Banff World Television Festival, Banff Mountain Film Festival, Rocky Mountain Music Festival i Bike Fest. La ciutat també és el punt de partida de la Great Divide Mountain Bike Route, de 4.417 km que acaba a Antelope Wells, Nou Mèxic.